# ケプラー9d
ケプラー9d（英語:Kepler-9d）は、地球からはくちょう座の方向へ約2,000光年離れた位置にある恒星 ケプラー9 を公転している太陽系外惑星である。地球の1.64倍の半径を持つスーパーアースであると考えられている。主星からわずか0.0273 au（約408万 km）という近距離を1.6日で公転しているため、平衡温度は2,026 K（1,753 ℃）に達している。